# بخش کوسی
بخش کوسی (به انگلیسی: Kosi division) یک منطقهٔ مسکونی در هند است که در بیهار واقع شده‌است. بخش کوسی ۱۲٬۱۲۰٬۱۱۷ نفر جمعیت دارد.